# If You Want
If You Want este o piesă a formației britanice Depeche Mode. Piesa a apărut pe albumul Some Great Reward, în 1984.